# Ospedale Bonifacio
L'ex ospedale di San Giovanni Battista, detto di Bonifacio o Bonifazio, è un'istituzione storica di Firenze, situato fino al 1924 in via San Gallo; nel 1930 fu sottoposto ad una ristrutturazione che ha rivoluzionato tutto il complesso di cui l'odierno palazzo della Questura (Firenze) occupa una parte importante. Le vie intorno all'attuale Questura, Bonifacio Lupi, Zara e Duca d'Aosta, prima erano parte integrante dell'edificio ospedaliero.
L'edificio appare nell'elenco redatto nel 1901 dalla Direzione Generale delle Antichità e Belle Arti, quale edificio monumentale da considerare patrimonio artistico nazionale.

## Storia e descrizione

### Origini

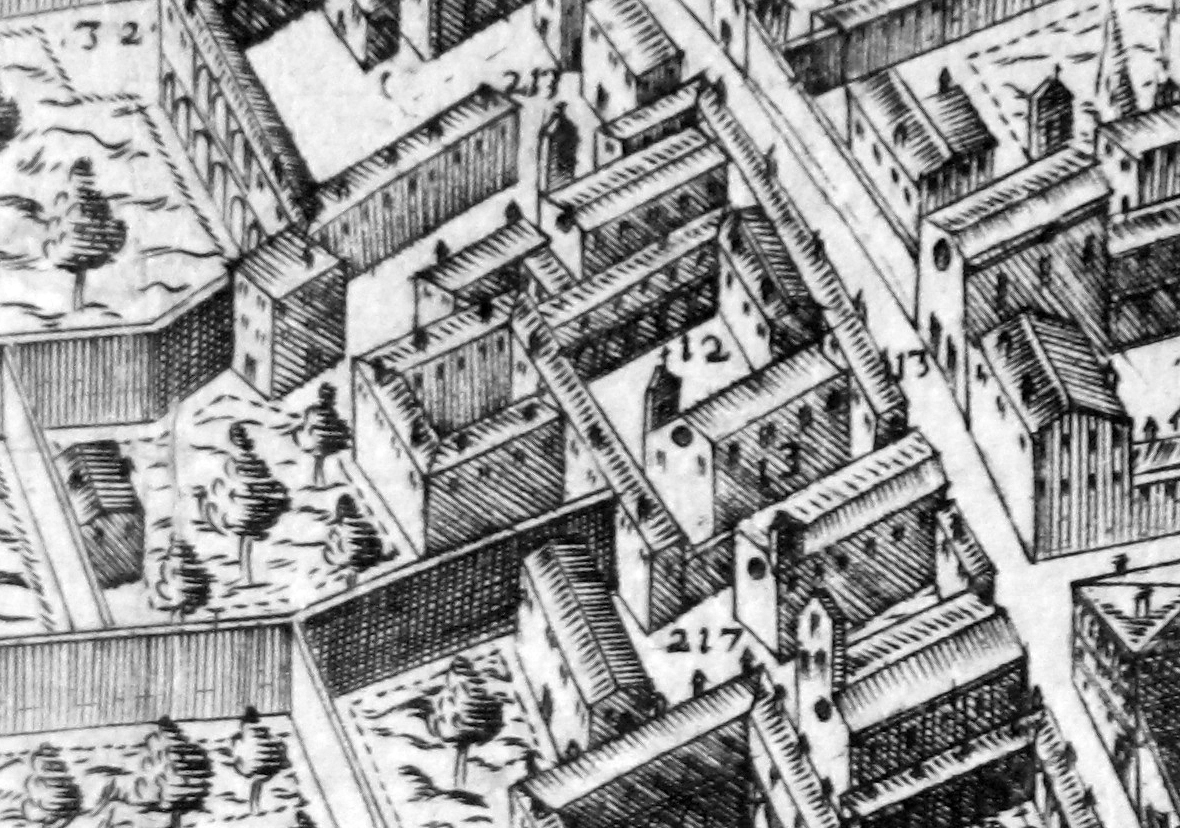
Il complesso dell'ospedale Bonifacio nella carta del Buonsignori (1594)

Nel 1377 Bonifacio Lupi, condottiero di successo, "per la salute dell'anima sua e dei suoi" decise di erigere, a sue spese, un ospedale per malati in Firenze, città per la quale aveva prestato servizio, ottenendo il consenso di costruzione il 23 dicembre di quell'anno. Fece subito iniziare i lavori grazie alla disponibilità di una casa che il suo amico messer Francesco di Cino Rinuccini gli mise a disposizione, avendola acquistata per tale scopo da Franceschino di Tano del Bene per 300 fiorini. Due anni dopo la costruzione doveva essere per lo più ultimata poiché papa Urbano VI, il 6 febbraio 1386, accordò l'indulgenza plenaria a chiunque ne visitasse la chiesa, dedicata a san Giovanni Battista, il giorno della festa del santo (24 giugno), raccogliendosi in preghiera e contribuendo con un'elemosina al completamento dell'edificio assistenziale. Grazie a questo intervento e all'esborso comunque considerevolissimo del Lupi (ben 26.000 fiorini), nel 1388 l'ospedale poteva essere aperto al pubblico. Inoltre, il condottiero fece in modo che la sua istituzione venisse esentata dai diritti di gabella e la dotò di una rendita annua di 700 fiorini ed anche sua moglie, Caterina Franzesi, dopo la morte del marito lasciò ogni suo avere all'istituzione fiorentina nonostante la sua famiglia risiedesse nel Veneto.
Tanta era la fama del suo fondatore che l'ospedale fu sempre detto "di Bonifacio". Nello stemma ne veniva ricordato il santo titolare con una rappresentazione dell'Agnus Dei con croce dorata in campo rosso.
Inizialmente l'ospedale aveva due corsie, una maschile ed una femminile, in cui erano ricoverati i poveri ammalati per un totale di trentaquattro posti letto. Col tempo l'ospedale crebbe inglobando anche il convento delle Camaldolesi di Santa Maria a Querceto, l'ospedale di San Michele Arcangelo e quello detto dei "Broccardi" perché fondato nel 1329 da messer Michele di Croce Broccardi.
Divenne così uno dei quattro più importanti ospedali cittadini, assieme a quello di Santa Maria Nuova (l'unico ancora attivo nella sua sede storica), quello di Lemmo e quello di San Giovanni di Dio (oggi ospedale Torregalli).

### XVII e XVIII secolo

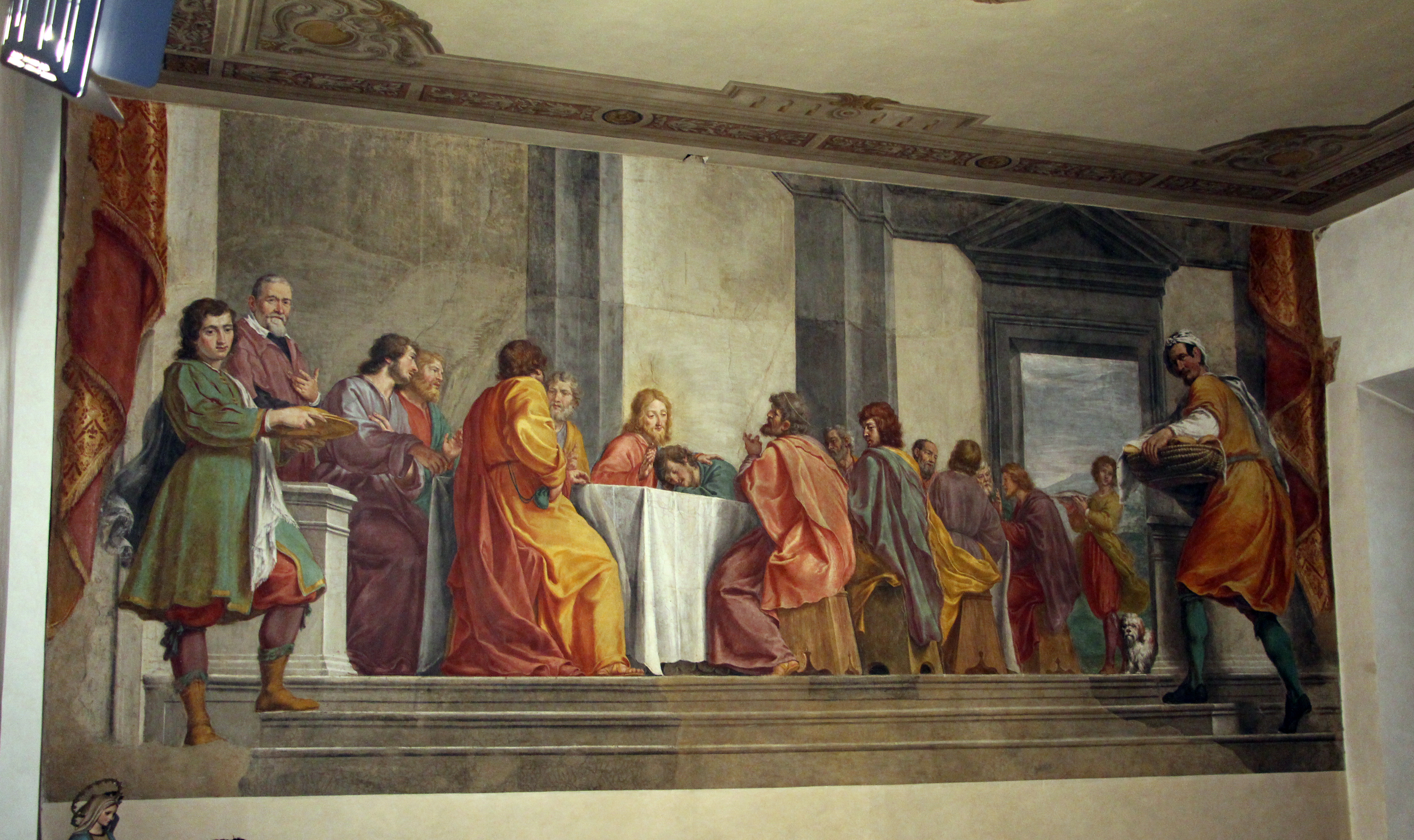
Fabrizio Boschi, Ultima Cena

Nell'ex-refettorio degli spedalinghi Fabrizio Boschi affrescò, nel 1619 per il priore Leonardo Conti, l'Ultima Cena con il ritratto del committente e di suo nipote.
Dal 1623 al 1650 lo spedalingo Giovanbattista Bonaiuti fece costruire una nuova corsia femminile e accolse gli appestati nelle due ondate epidemiche del 1630 e del 1633. Tra gli infaticabili addetti dell'ospedale in quel periodo ci fu anche il giovane principe Ferdinando, allora ventenne.
Nel 1649 il Bonaiuti si oppose ad un primo tentativo di fusione con Santa Maria Nuova, avanzato dagli amministratori di quest'ultimo per sanare le loro gravi difficoltà economiche, a fronte della florida situazione del Bonifacio.
Nel 1734 l'ospedale raggiungeva infatti una ricchezza tale da garantirsi una rendita di circa 13.000 scudi all'anno, con cui si potevano tenere ben 92 letti, di cui 51 destinati alle donne accudite da quaranta oblate, ed il resto per gli uomini che erano invece serviti da soli cinque inservienti e quattro commessi. Inoltre facevano parte dell'organigramma due curati per l'assistenza spirituale, quattro medici, due chirurghi, uno speziale con due garzoni, un camarlingo per la gestione delle finanze ed uno spedalingo che sovrintendeva al tutto.
Il granduca Gian Gastone de' Medici, ultimo dei Medici, nel 1736 ridusse questo ospedale a "Conservatorio dei poveri invalidi", affidato alla Congregazione di San Giovanni Battista, con l'intenzione di togliere dalla strada gli accattoni di ambo i sessi, incapaci di procurarsi il sostentamento, per iniziarli ad una professione. Per non tradire le predisposizioni di Bonifacio, gli spedalinghi erano tenuti a mantenere a loro spese, in altri due ospedali cittadini, un certo numero di ammalati. Dopo l'inaugurazione nel 17 maggio di quell'anno, vi vennero accolte ventiquattro povere straccione a cui si aggiunsero, in seguito, anche alcuni uomini purché nativi di Firenze od ivi residenti da almeno sei anni. Fino al 1776 questa istituzione fu retta da dodici deputati aiutati da ventiquattro oblate che organizzavano la cucina, il bucato e la pulizia degli ambienti.
Il granduca Pietro Leopoldo di Lorena, nel 1785, ripristinò invece l'antica funzione ospedaliera trasferendovi le persone affette da malattia psichiatrica che prima erano nell'ospedale di Santa Dorotea ed in un paio di altre strutture, e gli invalidi ricoverati nell'ospedale di San Paolo, il tutto sotto l'egida di Santa Maria Nuova, come ricorda lo stemma partito dei due ospedali posto in quel periodo sulla facciata. In quell'occasione l'ospedale fu infatti completamente ristrutturato da Giuseppe Salvetti che, nel 1787. inaugurò il nuovo porticato del rinato "Ospedale della Carità per i Dementi".
La fabbrica assunse dunque l'attuale configurazione del prospetto principale, caratterizzato da un imponente porticato esemplato su modello di quello seicentesco di Santa Maria Nuova, "con le arcate separate da paraste prolungate al piano superiore, oltre la cornice marcapiano, a scandire la lunga fila di finestre incorniciate. Il maggiore spessore delle lesene ai lati dell'arcata, la collocazione di una mensola in chiave d'arco e l'aggetto del balconcino con la porta finestra connotano l'asse di simmetria del prospetto" (Martellacci). Sul portale principale venne posto un busto di Pietro Leopoldo, l'unico ritratto su una pubblica via del sovrano così schivo a farsi celebrare.
In tale data il complesso raggiunse anche il massimo della sua estensione, sviluppandosi senza soluzione di continuità lungo via San Gallo a nord e a sud rispetto allo stesso porticato (non essendo ancora state tracciate le vie Duca d'Aosta e via Bonifacio Lupi) per un'estensione più che doppia dell'attuale, grazie all'annessione della chiesa e chiostro di Santa Luca, del monastero del Ceppo (1734) e dello spedale degli Incurabili o della Santissima Trinità (1781), già prospicienti palazzo Pandolfini.
La cappella di Sant'Anna che era annessa all'ospedale, venne ristrutturata nel 1787 dall'architetto Giovan Battista Pieratti. In essa era conservata una Concezione della Vergine di Giovanni Antonio Sogliani, poi trasferita nella galleria dell'ospedale di Santa Maria Nuova.

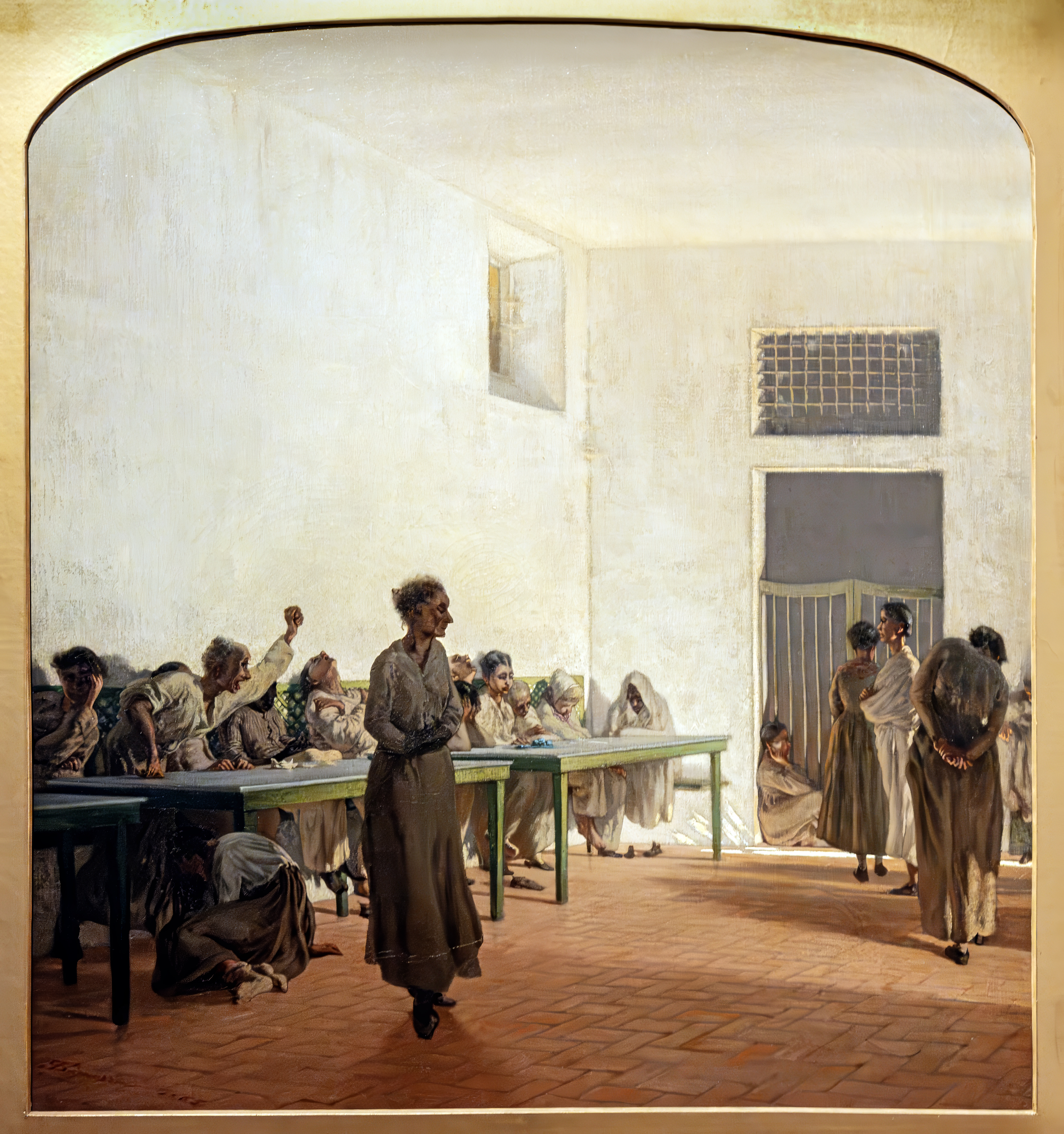
Telemaco Signorini, La sala delle "agitate" al San Bonifazio in Firenze, Venezia, Ca' Pesaro

In profondità, se comprendiamo anche gli orti e le terre lavorate di pertinenza, la proprietà raggiungeva via Santa Caterina d'Alessandria (dove era la cappella mortuaria, San Giuseppino) e via lungo le Mura, attuale viale Spartaco Lavagnini. Dell'aspetto del complesso lungo via San Gallo recano precisa memoria varie e dettagliate incisione sette-ottocentesche, che peraltro attestano la fama al tempo attribuita alla struttura.

### Ottocento
All'inizio dell'Ottocento vi operò Vincenzo Chiarugi, rivoluzionario nel metodo di affrontare la malattia mentale, non più come una "disgrazia", ma come una vera e propria patologia. Fino alla fine dell'Ottocento era tipico a Firenze usare l'espressione "andare a Bonifazio" come sinonimo di "impazzire", poi soppiantata da "andare ai tetti rossi", cioè al nuovo manicomio di San Salvi. Era comune anche dire "andare dal Bini", con riferimento al direttore dell'ospedale in uno dei periodi di massima espansione, dal 1843 al 1885, il professor Francesco Bini.

### Dismissione
Quando alla fine dell'Ottocento i malati di mente furono trasferiti presso l'ospedale psichiatrico di San Salvi, l'ospedale servì solo per i vecchi malati cronici.
L'apertura dei nuovi viali nel periodo di Firenze Capitale, la realizzazione dei nuovi tracciati viari di fine Ottocento e primo Novecento, compresa via Zara, portarono alla progressiva riduzione del complesso, fino al definitivo trasferimento nel 1924 dei ricoverati sia al nuovo ospedale di Careggi sia (se invalidi) presso la Pia Casa di Lavoro di Montedomini. Ad eccezione del corpo di fabbrica comprendente il porticato, le restanti proprietà furono così alienate e lottizzate (sullo sviluppo della zona si vedano gli elaborati grafici realizzati da Alessandro Bini nella pubblicazione del 1988).
Il lotto costituito dall'antico edificio, dopo un breve periodo di abbandono, fu acquistato nel 1928 dalla Provincia di Firenze e destinato a sede del Provveditorato agli Studi della Toscana, quindi nel dicembre 1938 della Questura, che ancora oggi occupa con i propri uffici la struttura, opportunamente ampliata e ridisegnata nei fronti delle nuove vie (si veda il palazzo della Questura). Dopo una serie di interventi di restauro attuati tra il 1981 e il 1983, nel 1996 si è nuovamente intervenuti con il restauro dello scalone interno e la manutenzione della facciata principale, quale cantiere inserito tra gli interventi straordinari finanziati in occasione dello svolgimento a Firenze del Consiglio Europeo del 21-22 giugno di quell'anno.

## Targhe
Le pareti esterne dell'ex-ospedale conservano numerose iscrizioni. Su via Bonifacio Lupi una ricorda l'alluvione del 1557, che costrinse le monache di San Miniato a trasferirsi nell'attiguo monastero del Ceppo dal funestato ospedale dei Santi Filippo e Jacopo del Ceppo, nell'attuale via Tripoli:
| FLUMINIS IMPETVM HORRES CENTES · H · CENOBII MONIALES HANC EDEM IN HONOREM DEI ARE VIRGINIS ET · S · MINIATIS FVNDAMENTIS EREXERVNT A · D · M · DLVIII |

Traduzione: "Per timore della furia del fiume le monache di questo cenobio eressero dalle fondamenta questo tempio in onore della Vergine Madre di Dio e di S. Miniato nell'anno 1558".
Sotto il porticato una targa ricorda il granduca Pietro Leopoldo con il suo busto, a recare testimonianza della sua "pietà e munificenza":
| PIETATI.ET.MVNIFICIENTIAE PRINCIPIS. ANNO. R.S. MDCCLXXXVII |

Traduzione: «[Grazie] alla pietà e munificenza del principe [Pietro Leopoldo]. Nell’anno della Redenzione 1787».
Lapide leopoldina:
| VETVS BROCCARDIORVM HOSPITIVM A D.MICHAELE ARCHANGELO NVNCVPATVM VNA CVM PROXIMO BONIFACI LVPI NOSOCOMIO PRAECVRSORI CHRISTI DICATO PLVRIVM PRAETER EA COENOBIORVM SACRARVM VIRGINVM REDITVS PTOCHOTROPHI EXINDE CONSTITVTI BONO ET VSVI IAM DECRETOS REGIA PETRI LEOPOLDI AVSTRIACI MAGNI ETRVRIAE DVCIS IX. PROVIDENTIA S.M. NOVAE PATRIMONIO IVNXIT PRAEFECTVRAE SVBIECIT ET INSANABILI QVOCVMQ. LAVORANTIBVS MORBO AMENTIBVS PARITER NEC NON SCABIE AC PORRIGINE INFECTIS SINGVLIS SE ORSVM CVRANDIS DE SIGNAVIT. AMPLIAVIT. PERFECIT AN.R.S. MDCCLXXXVII. |

Traduzione: "Il vecchio ospizio dei Broccardi che prende il nome da S. Michele Arcangelo, insieme col vicino Ospedale di Bonifazio Lupi dedicato al precursore di Cristo, oltre le rendite di parecchi conventi di suore già devoluti a vantaggio e utilità del pitoccotrofio da lì costituito, la regale provvidenza dell'austriaco Pietro Leopoldo, nono granduca di Toscana, unì al patrimonio di S. Maria Nuova, mise alle dipendenze della direzione [di quell'ospedale] e destinò, ampliò, portò a termine per i malati di qualsivoglia malattia incurabile, del pari per i pazzi e per gli affetti da scabbia e tigna che devono ricevere cure particolari in isolamento, nell'anno dell'era cristiana 1787".
Un'altra lapide ricorda che l'ospedale fu sede del Provveditorato agli studi nel 1928, VI anno dell'era fascista:
| L'ANTICO EDIFICIO ERETTO NEL SEC. XIV PER LO SPEDALE FONDATO DA BONIFAZIO LVPI MAR- CHESE DI SORAGNA. TRASFORMATO SVLLA FI- NE DEL SECOLO XVIIIE DALL'ARCISPEDALE DI S.MA- RIA NVOVA FATTO POI ASILO AI CRONICI AI DE- MENTI, AGLI INFERMI.FU ACQVISTATO DALLA PRIMA AMMINISTRAZIONE FASCISTA DELLA PROVINCIA DI FIRENZE,CHE CON GRANDIOSI AM- PLIAMENTI LO DESTINÒ A SEDE DEL PROVVE- DITORATO DEGLI STVDI DELLA TOSCANA E DI ALTRI VFFICI DEL GOVERNO NELL'ANNO MCMXXVI-MCMXXVIII.VI DELL'ERA FASCISTA |

Infine una ricorda l'attività del celebre medico psichiatra Vincenzo Chiarugi:
| IN QVESTO EDIFICIO PER PIV́ SECOLI ASILO A INFERMI EBBE SEDE LO “SPEDALE DELLA CARITÀ PER I DEMENTI„ DOVE VINCENZO CHIARUGI MEDICO DA EMPOLI INSTAVRÒ IL 19 MAGGIO 1788 IL PRIMO ORDINAMENTO CIVILE DELLA PVBBLICA ASSISTENZA AGLI AMMALATI DI MENTE \| \| _- L'AMMINISTRAZIONE DELLA PROVINCIA- INAVGVRANDO IN FIRENZE DOPO CLII ANNI- IL CENTRO D'IGIENE E PROFILASSI MENTALE- VOLLE LA NOVISSIMA INSTITVZIONE IDEALMENTRE RICONGIVNTA ALLA GLORIA DEL PRECVRSORE. ADDI 7 - 6 - 1940 - XVIII E. F. \| | |
| | _- L'AMMINISTRAZIONE DELLA PROVINCIA- INAVGVRANDO IN FIRENZE DOPO CLII ANNI- IL CENTRO D'IGIENE E PROFILASSI MENTALE- VOLLE LA NOVISSIMA INSTITVZIONE IDEALMENTRE RICONGIVNTA ALLA GLORIA DEL PRECVRSORE. ADDI 7 - 6 - 1940 - XVIII E. F. |

## Bibliografia

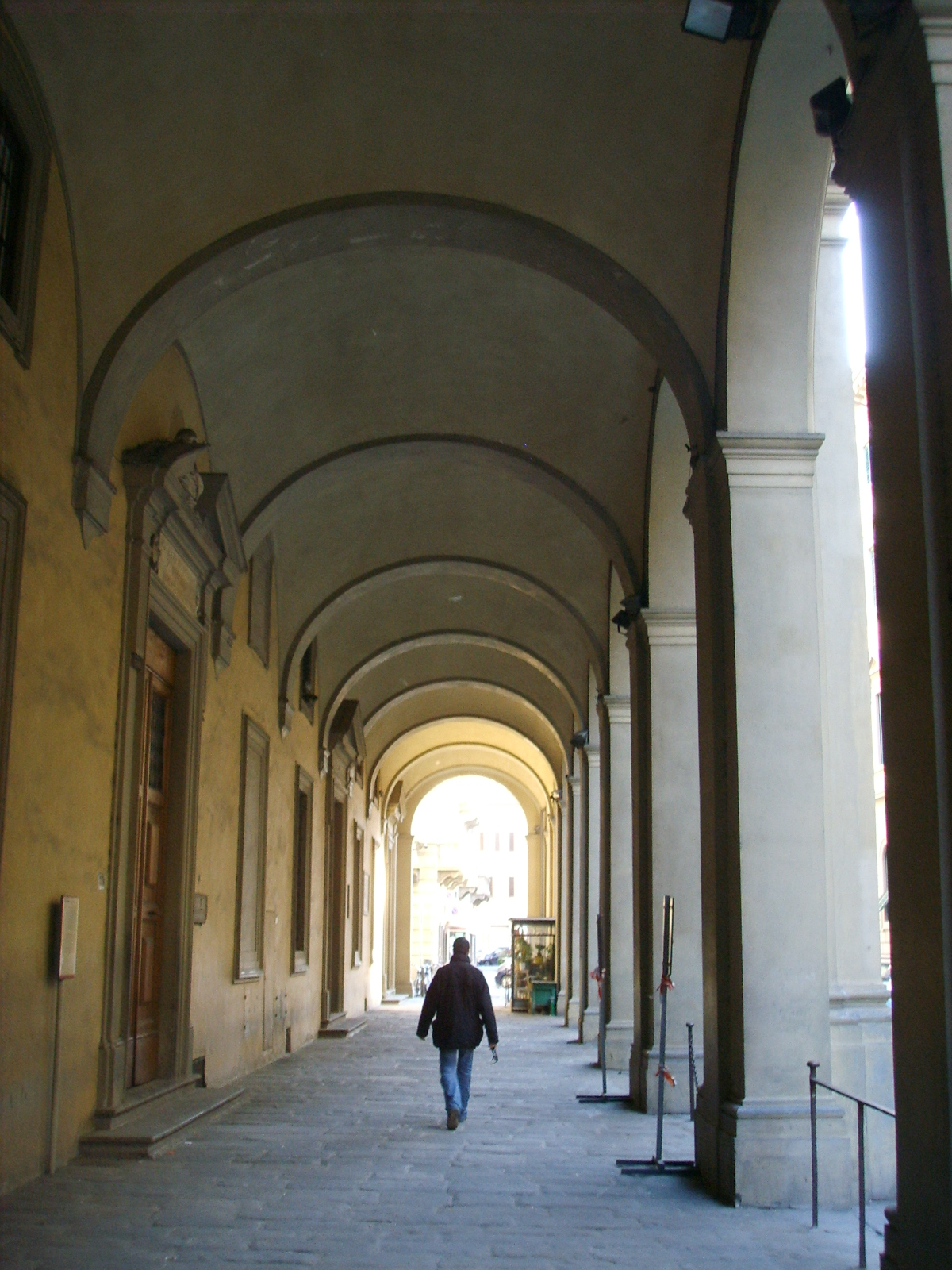
Il porticato

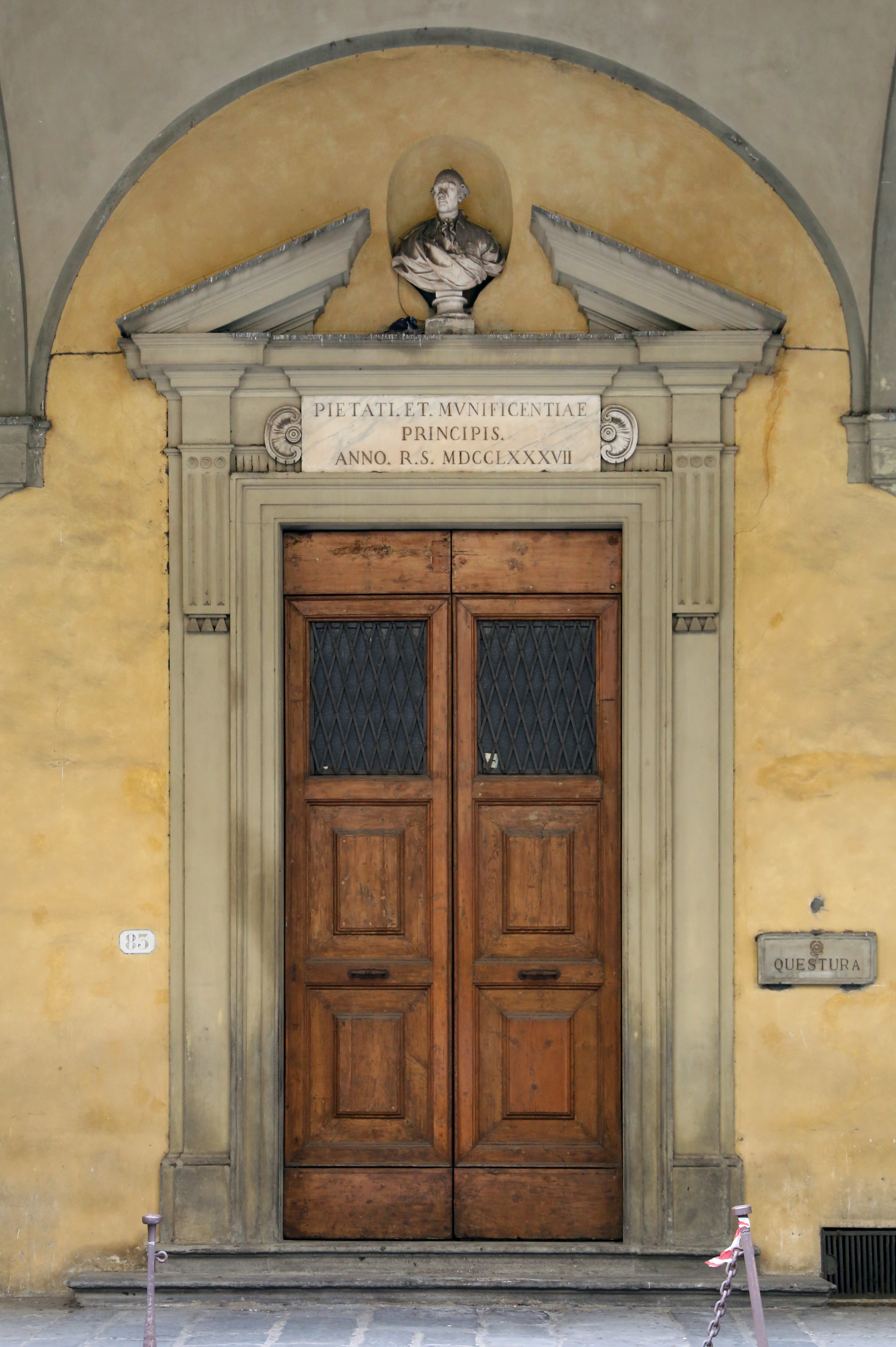
Portale